# Hadol
 Hadol  es una población y comuna francesa, en la región de Lorena, departamento de Vosgos, en el distrito de Épinal y cantón de Xertigny.

## Demografía
| 1491 | 1503 | 1580 | 1997 | 2019 | 2071 |
| Para los censos de 1962 a 1999 la población legal corresponde a la población sin duplicidades (Fuente: INSEE [Consultar]) |      |      |      |      |      |